# جاي كينيث جونسون
جاي كينيث جونسون (بالإنجليزية: Jay Kenneth Johnson)‏ هو ممثل أمريكي، ولد في 24 فبراير 1977 في الولايات المتحدة.

## وصلات خارجية
- جاي كينيث جونسون على موقع IMDb (الإنجليزية)
- جاي كينيث جونسون على موقع إن إن دي بي (الإنجليزية)
- جاي كينيث جونسون على موقع قاعدة بيانات الفيلم (الإنجليزية)